# 新町川橋
新町川橋（しんまちがわばし）は、徳島県徳島市津田海岸町 - 東沖洲の新町川に架かる徳島南部自動車道（四国横断自動車道阿南四万十線）の橋長500 m（メートル）の鋼桁橋。

## 沿革
- 2020年（令和2年）10月18日 - 新町川橋の第2回桁架設を行った[1]。
- 2021年（令和3年）3月21日 - 徳島南部自動車道 徳島津田IC - 徳島沖洲IC間 開通に伴い、供用開始[2]。

## 橋の概要
- 形式 - 鋼3径間連続箱桁橋
- 活荷重 - B活荷重
- 道路規格 - 第1種第2級（暫定時は第1種第3級）
- 橋長 - 500.000 m
  - 支間割 - ( 123.500 m + 250.000 m + 123.500 m )
- 幅員
  - 総幅員 - 28.640 m
  - 有効幅員 - 21.750 m
- 総鋼重 - 8500 t
- 横断勾配 - 3.0 % - 3.0 %
- 平面曲線 - 曲率半径5000 m
- 桁下高 - 28.0 m
- 床版 - 鋼床版
- 下部工 - RC張出式中空橋脚（P1 - P4）
- 基礎 - 鋼管杭基礎（P1・P4）・鋼管矢板井筒基礎（P2・P3）
- 基本設計 - セントラルコンサルタント
- 施工 - 川田工業・横河ブリッジ・エム・エムブリッジ特定建設工事共同企業体
- 架設工法 - 台船工法

## 周辺
北岸地区
- マリンピア沖洲
- 徳島新鮮なっとく市
- イオンモール徳島

南岸地区
- 津田木材団地
- 津田山